# Sunset Overdrive
Sunset Overdrive — компьютерная игра в жанрах action-adventure и шутер от третьего лица, разработанная компанией Insomniac Games и изданная Microsoft Studios. Игра была анонсирована 10 июня 2013 года в рамках E3 2013. Выпуск состоялся 28 октября 2014 года для консоли Xbox One. 15 ноября 2018 года была анонсирована версия для Windows, а на следующий день, 16 ноября игра была официально выпущена для данной платформы.

## Сюжет
События игры происходят в городе Sunset City в 2027 году. Мир находится под властью корпорации FizzCo, которая только что выпустила свой новый продукт — энергетический напиток Overcharge Delirium XT. Протагонистом игры является работник обслуживающего персонала, который отправляется на уборку компании после проведённой вечеринки, посвящённой началу продаж нового напитка. Город оказывается наполненным тысячами монстров — людьми, мутировавшими после употребления напитка Overcharge Delirium XT.
Цель игрока — выжить и покинуть город.

## Игровой процесс
Игра относится к разряду проектов с открытым миром. Игрок может свободно перемещаться и исследовать город.
Разработчики сделали разнообразную боевую систему, включающую возможность бегать по стенам, скользить по проводам и крышам домов, прыгать по машинам и совершать другие акробатические трюки.

## Разработка
CEO Insomniac Games Тед Прайс в интервью заявил, что стилизация и некоторая грубость игры соответствует духу его компании, и сравнил её с проектами Spyro и Ratchet & Clank. Использование такого стиля необходимо для лучшей передачи сюжета игры, посвящённого теме свободы и самовыражения.
Ожидается, что игра будет использовать облачные вычисления от Microsoft, чтобы создать живой мир, в котором различные идеи игроков, такие как интернет-мемы, новые предметы, оружие и персонажи, можно было бы легко добавить в игру.

## Дополнительный контент
9 декабря 2014 года разработчики анонсировали сюжетное дополнение под названием Sunset Overdrive: Mooil Rig, которое вышло 23 декабря и открыло доступ к абсолютно новой зоне — нефтяной платформе посреди моря. Вместе с уровнем появлялись новые задания и предметы, а также расширились возможности главного героя в путешествии по воде — можно нырять и с большой скоростью выпрыгивать из морских глубин.

## Отзывы и критика
| Сводный рейтинг    | Сводный рейтинг |
| Агрегатор          | Оценка          |
| ------------------ | --------------- |
| GameRankings       | 83,12 %         |
| Metacritic         | 81/100          |
| Иноязычные издания |                 |
| Издание            | Оценка          |
| Destructoid        | 8,5/10          |
| EGM                | 9/10            |
| Game Informer      | 9,25/10         |
| GameRevolution     | [ 12 ]          |
| GameSpot           | 8/10            |
| GamesRadar+        | [ 14 ]          |
| IGN                | 9/10            |
| Joystiq            | [ 16 ]          |
| Polygon            | 9/10            |

Sunset Overdrive получила преимущественно положительные отзывы. По данным агрегатора GameRankings, игра получила оценку в 83,12 % на основе 63 обзоров, на Metacritic средний балл равен 81 из 100 на основе 89 рецензий.
| Год  | Награда                                                        | Категория                                 | Результат | Ист.   |
| ---- | -------------------------------------------------------------- | ----------------------------------------- | --------- | ------ |
| 2014 | IGN's Best of E3 2014 Awards                                   | Лучшая игра для Xbox One                  | Победа    | [ 18 ] |
| 2014 | IGN's Best of E3 2014 Awards                                   | Лучшая игра в жанре Action/Adventure      | Номинация | [ 18 ] |
| 2014 | IGN's Best of E3 2014 Awards                                   | Лучший трейлер                            | Номинация | [ 18 ] |
| 2014 | IGN's Best of E3 2014 Awards                                   | Лучшая оригинальная игра                  | Номинация | [ 18 ] |
| 2014 | 2014's Game Critics Awards                                     | Лучшая оригинальная игра                  | Номинация | [ 19 ] |
| 2014 | 2014's Game Critics Awards                                     | Лучшая игра в жанре Action/Adventure      | Номинация | [ 19 ] |
| 2014 | IGN's Gamescom 2014 Awards                                     | Лучшая консольная игра для Microsoft Xbox | Номинация | [ 20 ] |
| 2014 | The Game Awards 2014                                           | Лучшее музыкальное сопровождение          | Номинация | [ 21 ] |
| 2014 | The Game Awards 2014                                           | Лучшая игра в жанре Action/Adventure      | Номинация | [ 21 ] |
| 2014 | Hardcore Gamer's Best of 2014                                  | Лучшая игра для Xbox One                  | Победа    | [ 22 ] |
| 2014 | Hardcore Gamer's Best of 2014                                  | Лучший графический дизайн                 | Номинация | [ 23 ] |
| 2014 | Hardcore Gamer's Best of 2014                                  | Лучший новый IP                           | Номинация | [ 24 ] |
| 2014 | Hardcore Gamer's Best of 2014                                  | 2014's Dark Horse                         | Номинация | [ 24 ] |
| 2014 | Hardcore Gamer's Best of 2014                                  | Лучший новый персонаж (Fizzie)            | Номинация | [ 25 ] |
| 2014 | Hardcore Gamer's Best of 2014                                  | Лучшая игра в жанре Action                | Номинация | [ 26 ] |
| 2014 | Game Revolution's Best of 2014                                 | Игра года                                 | Номинация | [ 27 ] |
| 2014 | Game Revolution's Best of 2014                                 | Лучший разработчик (Insomniac Games)      | Номинация | [ 28 ] |
| 2014 | Game Revolution's Best of 2014                                 | Лучший эксклюзив Xbox                     | Победа    | [ 29 ] |
| 2014 | GameTrailers' Best of 2014 Awards                              | Лучший эксклюзив Xbox                     | Номинация | [ 30 ] |
| 2014 | Destructoid's Best of 2014                                     | Лучший дизайн мира                        | Номинация | [ 31 ] |
| 2014 | Destructoid's Best of 2014                                     | Лучие игровые механики                    | Номинация | [ 32 ] |
| 2014 | IGN's Best of 2014                                             | Лучшая игра в жанре Action-Adventure      | Номинация | [ 33 ] |
| 2014 | IGN's Best of 2014                                             | Лучшая игра                               | Номинация | [ 33 ] |
| 2014 | IGN's Best of 2014                                             | Лучшая игра для Xbox One                  | Победа    | [ 33 ] |
| 2014 | IGN's Best of 2014                                             | Самая весёлая                             | Номинация | [ 33 ] |
| 2014 | IGN AU Black Beta Select Awards                                | Лучший визуальный дизайн                  | Номинация | [ 34 ] |
| 2014 | IGN AU Black Beta Select Awards                                | Лучшая оригинальная игра                  | Победа    | [ 34 ] |
| 2014 | IGN AU Black Beta Select Awards                                | Лучшая игра для консолей                  | Номинация | [ 34 ] |
| 2014 | IGN AU Black Beta Select Awards                                | Игра года                                 | Номинация | [ 34 ] |
| 2014 | National Academy of Video Game Trade Reviewers (NAVGTR) awards | Музыкальная коллекция                     | Номинация | [ 35 ] |
| 2015 | 2015 Golden Joystick Awards                                    | Лучшая оригинальная игра                  | Номинация | [ 36 ] |
| 2015 | 2015 Golden Joystick Awards                                    | Лучший визуальный дизайн                  | Номинация | [ 36 ] |
| 2015 | 2015 Golden Joystick Awards                                    | Игра года Xbox                            | Номинация | [ 36 ] |